# Francisco José Pereira
Francisco José „Chico“ Pereira (* 3. April 1933 in Florianópolis; † 2. Juli 2012 ebenda) war ein brasilianischer Schriftsteller.

## Leben
Pereira studierte Rechtswissenschaften und war später als Anwalt mit Schwerpunkt Arbeitsrecht tätig. Schon während seines Studiums begann er 1957 mit dem Schreiben. Während der Zeit der Militärdiktatur wurde er verhaftet und ging später nach Lateinamerika und Afrika ins Exil. Zwei seiner drei Söhne kamen während dieses Lebensabschnitts zur Welt. 

## Ehrungen
Francisco José Pereira wurde am 30. Juni 2005 in die Academia Catarinense de Letras, die Santa-Catarinensische Akademie der Literatur in Florianópolis, aufgenommen. Er ist in Nachfolge von Teobaldo Costa Jamundá der dritte Inhaber des nach dem Namenspatron Crispim Mira benannten Sitzes Nummer 5.

## Werke
- Apartheid – O Horror Branco na África do Sul. Editora Brasiliense 1985.
- As Duas Mortes de Crispim Mira. Editora Lunardelli/Fundação Catarinense de Cultura, Florianópolis 1992.
- Desterro de Meus Amores. Editora Lunardelli/Fundação Catarinense de Cultura, Florianópolis 1993.
- Um Ônibus e Quatro Destinos. Editora Movimento 1994
- Vôo da Morte. Editora Garapuvu/Editora Lunardelli, Florianópolis 1995.

Seit 1996 erschien sein belletristisches Werk in dem neu gegründeten Verlag Editora Garapuvu:
- O Pardieiro. Editora Garapuvu, Florianópolis 1999. (Ausgezeichnet mit dem Melhor Livro do Ano der Academia Catarinense de Letras).
- Destinos sem Repouso. Editora Garapuvu, Florianópolis 2001.
- Havia Estrelas no Céu. Editora Garapuvu, Florianópolis 2003. ISBN 978-85-86966-41-5
- O Tempo de Eduardo Dias. Tragédia em 4 tempos. Editora Garapuvu, Florianópolis 2005. (Ko-Autor: Amilcar Neves).
- Contos Completos. Editora Garapuvu, Florianópolis 2006.

Ebenso war Pereira mehrfach als Herausgeber tätig, u. a. für das Lexicologia de Os Sertões – O vocabulário de Euclides da Cunha 2001, das von der Academia Brasileira de Letras ausgezeichnet wurde.